# Christsein heute
Christsein heute ist die Zeitschrift des Bundes Freier evangelischer Gemeinden in Deutschland und wird vom SCM Bundes-Verlag (Witten) herausgegeben. Das Magazin mit 64 Seiten erscheint monatlich und ist im Abonnement zu beziehen.

## Geschichte
Unter dem Titel Der Gärtner veröffentlichte der Bundes-Verlag die Zeitschrift am 1. Oktober 1893 zum ersten Mal. Das Blatt wurde anfangs alle 14 Tage herausgegeben und kostete halbjährlich 75 Pfennig. Verantwortlich für die Redaktion war Verlagsleiter Friedrich Fries. Am 10. März 1940 wurde Der Gärtner mit allen anderen Zeitschriften des Bundes-Verlags verboten. Am 6. Juli 1947 erschien wieder der erste Gärtner nach Kriegsende, und nach Weihnachten 1948 werden auch die anderen Publikationen des Verlags von den britischen Behörden genehmigt. 1992 erhielt die Zeitschrift ihren neuen Namen Christsein heute.
Die Redaktionsleitung hat Artur Wiebe inne, der gleichzeitig der Leiter der Medien- und Öffentlichkeitsarbeit des Bundes Freier evangelischer Gemeinden in Deutschland ist.

## Inhalt
Die Hauptleserschaft besteht aus Mitgliedern und Pastoren der Freien evangelischen Gemeinden (FeG). Christsein heute dient als Informationsplattform, auf der Ideen, Neuigkeiten und Impulse der unterschiedlichen Gemeinden vernetzt und ausgetauscht werden. Jede Ausgabe gliedert sich in die Teilbereiche „Monatsthema“, „FeG-Forum“, „Impulse“ und „Dialog“. Das FeG-Forum wird zusätzlich alle drei Monate kostenlos an alle FeG-Mitglieder bundesweit verteilt.

## Verlag
Der SCM Bundes-Verlag ist ein christliches Medienunternehmen mit Sitz in Witten, das sich auf die Publikation von Zeitschriften spezialisiert hat. Zum Verlagsangebot gehören 14 Zeitschriften für unterschiedliche Alters- und Interessenlagen sowie mit Jesus.de das größte christliche Onlineangebot im deutschsprachigen Raum. Das Unternehmen ist Teil der Stiftung Christliche Medien (SCM), einer gemeinnützigen kirchlichen Organisation privaten Rechts, die auf der Basis der Deutschen Evangelischen Allianz arbeitet.